# 瓦巴格
瓦巴格（Wabag）是太平洋島國巴布亞新畿內亞的城鎮，也是恩加省的首府，海拔高度1,830米，每年平均降雨量約2,972毫米，經濟農作物有咖啡和除蟲菊，2000年人口4,072。